# 静岡鉄道B15形蒸気機関車
静岡鉄道B15形蒸気機関車（しずおかてつどうB15がたじょうききかんしゃ）は、静岡鉄道が駿遠線用に製造した、小型タンク式蒸気機関車である。太平洋戦争中の設計をベースに1948年（昭和23年）に製造され、昭和20年代に使用された。藤枝市郷土博物館・文学館に屋外展示 されており、駿遠線で唯一現存する車両である。

## 概要
太平洋戦争中の設計 をもとに1948年に富山市の立山重工業で2両（15・16）が製造された。立山重工業ではほとんど専用鉄道向けに機関車を製造していたが、静岡鉄道のような地方鉄道が採用したことは珍しい。同社の規格形であり、国鉄B20形蒸気機関車を極小型にした様なスタイルである。
昭和初期、軽便鉄道は蒸気機関車から性能がよく煙も出ないガソリンカーへの移行が進んでいたが、太平洋戦争によるガソリンの入手難から、蒸気機関車が復活し戦後も使われていた。
駿遠線で使用され、1952年（昭和27年）に運行が終了した。
その後、駿遠線で使用された蒸気機関車は廃車となり、多くの車両がその台枠より下をDB60形ディーゼル機関車に転用され、大手・袋井工場で改造された。しかし、B15は計画はあったものの最終的に改造を免れた。

## 廃車後

### 略歴
1952年（昭和27年）の運行終了後、15号機は袋井の袋井駅構内に留置されていた。
1959年（昭和34年）ごろ、15号機は静岡市の駿府公園にあった児童会館の遊具として使用された。
1985年（昭和60年）ごろから児童会館の施設改修に伴い同所から搬出され、静岡鉄道静岡清水線の長沼車庫で保管されていた。
1988年（昭和63年）7月に静岡鉄道から藤枝市郷土博物館に寄贈され、以来屋外展示で保存されている。
2005年（平成17年）11月には、17年間の風雨による腐食が進行したため、藤枝市郷土博物館に文学館を併設する工事と駐車場建設が始まったのに合わせて、大井川鐵道に修復を依頼した。2006年（平成18年）10月に同社新金谷車両区での修復を終え、藤枝市郷土博物館に帰ってきた。修復前は15号機を郷土博物館の後ろで展示していたが、文学館と駐車場の建設のため、修復後は展示場所が郷土博物館の前庭に移された。
2010年（平成22年）11月13日から2011年（平成23年）2月14日まで開催された『ルミスタ☆ふじえだ〜藤枝ファンタジックイルミネーション〜』の『ウィステリアの鐘』では、B15をイメージした電飾と『B15』と書かれた丸い板が設置された。
2013年（平成25年）8月10日から10月14日まで開催された『軽便鉄道開業 100周年記念特別展 け〜べんノスタルジー　藤枝発→相良経由→袋井行き』に合わせて、縮尺1/6の本機の模型が製作された。

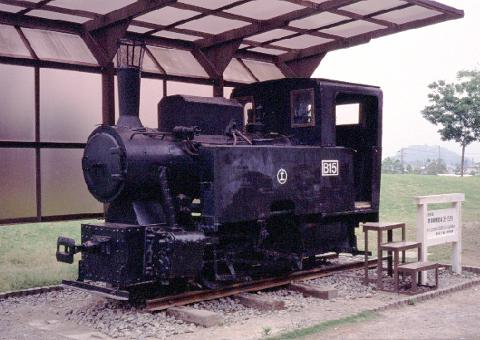
修復前のB15形
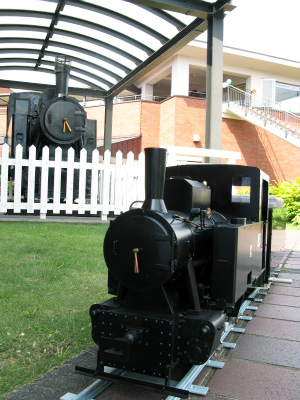
B15とB15ミニＳＬ